# Division 1 1939/40
Die Division 1 1939/40 war die erste Austragung der französischen Fußballliga während des Zweiten Weltkriegs, der Besetzung Frankreichs durch die deutsche Wehrmacht (1940) und der nachfolgenden Aufteilung des nach Annexion von Elsass und Teilen Lothringens verbleibenden Gebietes in eine freie, eine besetzte und – in Grenznähe zu Belgien, Deutschland und der Schweiz – eine verbotene Zone (Zone libre, Zone occupée, Zone interdite). 
Diese sogenannten „Kriegsmeisterschaften“ (Championnats de guerre) zwischen 1939 und 1945 zählen – anders als im Landespokalwettbewerb – nicht als offizielle Wettbewerbe, und die jeweiligen Sieger einer von deren Spielzeiten haben demzufolge auch keinen offiziellen Titel gewonnen. Gewinner der Nordgruppe wurde der FC Rouen, Gewinner der Südgruppe der OGC Nizza; ein Entscheidungsspiel zwischen den beiden Mannschaften hat nicht stattgefunden.
Als Deutschland am 1. September 1939 Polen angriff, war der auf den 27. August terminierte Saisonauftakt bereits verschoben worden, und nach Mobilmachung und französischem Kriegseintritt blieb bis in den Spätherbst offen, ob überhaupt, mit welchen Teilnehmern und in welchem Modus die Division 1 stattfinden würde. Tatsächlich konnten dann etliche, aufgrund ihrer Platzierung in der vorangehenden Spielzeit teilnahmeberechtigte Mannschaften nicht antreten, weil sie entweder einen zu großen personellen Aderlass erlitten hatten oder in den besonders einmarschgefährdeten nördlichen beziehungsweise östlichen Grenzregionen zuhause waren. Dies betraf schließlich Olympique Lille, den SC Fives, FC Metz, Racing Strasbourg, FC Sochaux und Aufsteiger Stade Rennes UC. Bei Sochaux beispielsweise waren die Spieler Cazenave nach Uruguay, Lauri nach Argentinien und Pettersen nach Norwegen zurückgekehrt, Mattler, Courtois, Pibarot, Di Lorto waren zur Armee eingezogen worden und standen teilweise bereits an der Landesgrenze unter Waffen, Jerusalem war als „feindlicher Ausländer“ in ein Internierungslager gebracht worden.
So griffen, als der Wettbewerb wieder aufgenommen wurde, nur zehn der 16 Qualifizierten in die Meisterschaft ein. Diese wurden durch einen sportlich abgestiegenen Klub und zehn Zweitdivisionäre ergänzt; zudem wurden die 21 Teilnehmer der ersten Liga in zwei regionale Gruppen (Nord und Süd) aufgeteilt, wobei Letztere zudem noch in zwei Staffeln (Südwest und Südost) ausgetragen wurde.

## Vereine
Somit setzte sich das Teilnehmerfeld wie folgt zusammen:
- Nord: Excelsior AC Roubaix, Racing Lens, Le Havre AC, FC Rouen, Racing Paris, Aufsteiger Red Star Olympique sowie die Zweitligisten US Boulogne, Racing Arras, CA Paris und Stade Reims
- Südwest: Titelverteidiger FC Sète sowie die Zweitligisten Girondins Bordeaux, Toulouse FC, SO Montpellier, Olympique Alès und Olympique Nîmes
- Südost: AS Saint-Étienne, Olympique Marseille, AS Cannes, der sportlich abgestiegene FC Antibes und Zweitligist OGC Nizza.

## Saisonverlauf
Es galt die Zwei-Punkte-Regel; bei Punktgleichheit gab der Torquotient den Ausschlag für die Platzierung.
Insbesondere der Wettbewerb in der Nordgruppe litt erheblich unter den politisch-militärischen Rahmenbedingungen; der sechste Spieltag konnte dort erst am letzten Februarwochenende 1940 ausgetragen werden. Dazu kamen zahlreiche Spielausfälle, weil Klubs zu einzelnen Begegnungen keine ligataugliche Mannschaft aufbieten konnten. Besonders hart traf dies Racing Paris, das am Saisonende lediglich neun der 18 Punktspiele hatte austragen können; aber auf mindestens drei Spielausfälle war auch jedes andere Team in dieser Gruppe gekommen. Red Star Olympique trug zwar alle 18 Partien aus, anerkannt wurden schließlich aber nur 13 (und davon waren noch vier nachträglich als Niederlagen gewertet worden), weil der Klub aus Saint-Ouen sein Personaldefizit zu Saisonbeginn durch nicht lizenzierte Spieler ausgeglichen hatte. Sportlich sorgte im Norden Stade Reims für Aufsehen, das als einziger in die Division 1 aufgenommener Zweitligist bis kurz vor Ende der Spielzeit noch um den Gruppensieg mitzuhalten vermochte, den torgefährlichsten Angriff der Liga besaß und schließlich hinter den beiden normannischen Vereinen den dritten Rang belegte.
Im Süden Frankreichs hatte sich der Weltkriegsausbruch nicht so stark ausgewirkt, so dass dort keine Spielausfälle und auch nur zwei nachträgliche Verbandsentscheidungen bezüglich Ergebniskorrekturen zu verzeichnen waren – eine davon allerdings mit der Auswirkung, dass die Feststellung des Südgruppenmeisters vom Rasen in die Verbandszentrale verlegt wurde. Als Überraschung galt, dass Titelverteidiger Sète und der Vorjahres-Zweite Marseille jeweils einem Zweitdivisionär den Vortritt in ihrer Staffel lassen mussten.
Mit insgesamt 534 Treffern in 113 so wie ausgetragen auch gewerteten Matches ergab sich ein Mittelwert von 4,73 Toren pro Partie, wobei die Südweststaffel sogar bei 5,22 Treffern lag. Die vier nordfranzösischen Vereine aus Roubaix, Boulogne-sur-Mer, Lens und Arras konnten am Spielbetrieb der folgenden Saison nicht mehr teilnehmen, weil die Städte in der unter deutscher Militärverwaltung in Brüssel stehenden „verbotenen Zone“ lagen, von der aus Reisen in die anderen Gebiete Frankreichs besonderen Restriktionen unterlagen. Und im Süden verzichtete der FC Antibes freiwillig darauf, womöglich weiterhin als „Schießbude der Liga“ dienen zu müssen.

## Gruppe Nord
| Pl. | Verein                 | Sp. | S  | U | N | Tore    | Quote | Punkte |
| --- | ---------------------- | --- | -- | - | - | ------- | ----- | ------ |
| 1.  | FC Rouen               | 13  | 10 | 2 | 1 | 048:220 | 2,18  | 22:40  |
| 2.  | Le Havre AC            | 14  | 10 | 0 | 4 | 028:190 | 1,47  | 20:80  |
| 3.  | Stade Reims (N)        | 14  | 9  | 1 | 4 | 054:300 | 1,80  | 19:90  |
| 4.  | Racing Lens            | 13  | 7  | 2 | 4 | 036:290 | 1,24  | 16:10  |
| 5.  | Racing Arras (N)       | 15  | 6  | 1 | 8 | 035:310 | 1,13  | 13:17  |
| 6.  | CA Paris (N)           | 12  | 4  | 4 | 4 | 028:280 | 1,00  | 12:12  |
| 7.  | Excelsior AC Roubaix   | 12  | 4  | 1 | 7 | 018:360 | 0,50  | 09:15  |
| 8.  | Racing Club Paris (P)  | 9   | 2  | 2 | 5 | 017:240 | 0,71  | 06:12  |
| 9.  | Red Star Olympique (N) | 13  | 2  | 2 | 9 | 016:330 | 0,48  | 06:20  |
| 10. | US Boulogne (N)        | 11  | 1  | 1 | 9 | 011:390 | 0,28  | 03:19  |

| (P) | amtierender französischer Pokalsieger |
| (N) | Neuaufsteiger                         |

| Nord                 | ROU | HAV     | REI | LEN | ARR     | CAP | EAC     | RCP     | RSP     | BOU |
| FC Rouen             |     | 2:1     | 2:1 | 5:0 | 3:2     | 3:3 | (a)     | 3:1     | 3:0 (c) | 9:1 |
| Le Havre AC          | (a) |         | 6:2 | 1:0 | 2:1     | (a) | 3:1     | 4:2     | 1:0     | 2:0 |
| Stade Reims          | 3:1 | 4:1     |     | 7:2 | 3:2     | 4:0 | 10:1    | 2:2     | 5:3     | (a) |
| Racing Lens          | 1:1 | 2:1     | 3:2 |     | 6:1     | 1:2 | 6:2     | (a)     | 3:0     | 5:1 |
| Racing Arras         | (a) | 5:0     | 3:4 | 2:3 |         | 3:3 | 4:0     | 1:0     | 3:1     | (a) |
| CA Paris             | 3:4 | (a)     | 4:2 | 4:4 | 0:2     |     | 0:1     | 5:3     | 0:0     | (a) |
| Excelsior AC Roubaix | (a) | 0:1     | (a) | 0:1 | 4:3     | 1:4 |         | (a)     | 3:4     | 1:1 |
| Racing Paris         | 2:7 | (a)     | (a) | (a) | 2:0     | (a) | (a)     |         | 2:2     | (a) |
| Red Star Olympique   | (d) | 0:3 (c) | (d) | (d) | (d)     | (d) | 0:3 (c) | 0:3 (c) |         | 6:1 |
| US Boulogne          | 4:5 | 0:2     | 0:5 | (a) | 0:3 (b) | (a) | 0:1     | (a)     | 3:0 (c) |     |

## Gruppe Süd

### Staffel Südwest
| Pl. | Verein                 | Sp. | S | U | N | Tore    | Quote | Punkte |
| --- | ---------------------- | --- | - | - | - | ------- | ----- | ------ |
| 1.  | Girondins Bordeaux (N) | 10  | 8 | 0 | 2 | 040:180 | 2,22  | 16:40  |
| 2.  | SO Montpellier (N)     | 10  | 5 | 2 | 3 | 031:180 | 1,72  | 12:80  |
| 3.  | FC Sète                | 10  | 5 | 2 | 3 | 030:180 | 1,67  | 12:80  |
| 4.  | Olympique Nîmes (N)    | 10  | 3 | 3 | 4 | 024:280 | 0,86  | 09:11  |
| 5.  | Toulouse FC (N)        | 10  | 2 | 2 | 6 | 019:400 | 0,48  | 06:14  |
| 6.  | Olympique Alès (N)     | 10  | 1 | 3 | 6 | 016:380 | 0,42  | 05:15  |

| (N) | Neuaufsteiger |

| Südwest            | BOR | MON     | SÈT | NÎM | TOU | ALÈ |
| Girondins Bordeaux |     | 3:2     | 3:0 | 6:2 | 9:1 | 8:0 |
| SO Montpellier     | 0:2 |         | 1:1 | 2:2 | 6:0 | 7:3 |
| FC Sète            | 6:1 | 2:3     |     | 6:1 | 3:1 | 3:0 |
| Olympique Nîmes    | 4:1 | 2:0     | 2:4 |     | 4:4 | 4:0 |
| Toulouse FC        | 2:4 | 0:3 (e) | 5:4 | 3:1 |     | 2:2 |
| Olympique Alès     | 1:3 | 3:7     | 1:1 | 2:2 | 4:1 |     |

### Staffel Südost
| Pl. | Verein              | Sp. | S | U | N | Tore    | Quote | Punkte |
| --- | ------------------- | --- | - | - | - | ------- | ----- | ------ |
| 1.  | OGC Nizza (N)       | 8   | 5 | 3 | 0 | 027:500 | 5,40  | 13:30  |
| 2.  | Olympique Marseille | 8   | 5 | 1 | 2 | 022:120 | 1,83  | 11:50  |
| 3.  | AS Cannes           | 8   | 4 | 2 | 2 | 027:160 | 1,69  | 10:60  |
| 4.  | AS Saint-Étienne    | 8   | 3 | 0 | 5 | 021:260 | 0,81  | 06:10  |
| 5.  | FC Antibes          | 8   | 0 | 0 | 8 | 004:420 | 0,10  | 0:16   |

| (N) | Neuaufsteiger |

| Südwest             | NIZ | MAR | CAN | ÉTI | ANT  |
| OGC Nizza           |     | 6:0 | 2:2 | 5:0 | 4:1  |
| Olympique Marseille | 0:0 |     | 4:1 | 3:2 | 3:0  |
| AS Cannes           | 2:2 | 3:0 |     | 5:2 | 9:0  |
| AS Saint-Étienne    | 0:7 | 0:2 | 4:2 |     | 10:1 |
| FC Antibes          | 0:1 | 0:9 | 1:3 | 1:3 |      |

Entscheidungsspiel um den Sieg der Süd-Gruppe
Südwest-Staffelsieger Bordeaux gewann das Spiel mit 3:0; der französische Fußballverband erklärte nachträglich allerdings den Kontrahenten aus Nizza zum Gewinner der Begegnung; ein Grund dafür wird in der vorliegenden Literatur nicht genannt.